# Eugeniusz Robaczewski
Eugeniusz Robaczewski (ur. 17 marca 1931 w Łucku, zm. 1 listopada 2003 w Warszawie) – polski aktor teatralny, filmowy i dubbingowy karaimskiego pochodzenia. Prywatnie mąż Wandy Elbińskiej-Robaczewskiej i ojciec aktora Marka Robaczewskiego.

## Kariera
Urodził się w Łucku, w rodzinie karaimskiej. W 1954 ukończył Państwową Wyższą Szkołę Teatralną w Warszawie. Pierwszą rolę teatralną zagrał 11 lutego 1954. Pracował jako aktor Teatru Syrena w Warszawie.
Udzielał się jako aktor głosowy – m.in. jako Sknerus McKwacz z polskiej wersji serialu Kacze opowieści i innych produkcji Disneya, któremu podkładał głos do swej śmierci.
Pochowany jest w kwaterze karaimskiej cmentarza prawosławnego w Warszawie.

## Filmografia
- 1995: Deborah jako Abraham Hofsztajn
- 1992: 1968. Szczęśliwego Nowego Roku – Owsiany
- 1989–1990: Tytus, Romek i A’Tomek – prof. T’Alent (głos)
- 1986: Porwanie w Tiutiurlistanie – hrabia Majonez (głos)
- 1981: Miś – autor piosenek, pracownik MO
- 1980: Zamach stanu – Adam Ciołkosz
- 1979: Małgorzata
- 1978: Biały mazur – rządca w majątku Waryńskich
- 1975: Zaklęte rewiry (głos)
- 1974: Chleba naszego powszedniego
- 1974: Awans – Kowal
- 1974: Godzina za godziną
- 1974: Urodziny Matyldy – Włochaty
- 1966: Mocne uderzenie – kolega Kuby z pracy
- 1964: Nieznany – Koziołek
- 1962: Między brzegami – mężczyzna w lokalu dzwoniący do szpitala
- 1960: Rok pierwszy – Wirecki

### Gościnnie
- 1992: Kuchnia polska – Owsiany, uczestnik narady PZPR (odc. 4)
- 1983–1984: Przybysze z Matplanety – Zielony Groszek z komnaty nr 11 (głos) (odc. 11)
- 1983: Alternatywy 4 – reżyser P. Zaręba, przewodniczący Stowarzyszenia „Grunwald” (odc. 2)
- 1980–1982: Dom –
  - Jasicki, chłop w Sierpuchowie (odc. 5),
  - sąsiad Talarów w Sierpuchowie (odc. 10)
- 1979: Doktor Murek – Stawski
- 1977–1978: Układ krążenia – pacjent (odc. 6)
- 1977: Noce i dnie – kolejarz Jerzmanowski (odc. 10)
- 1970: Gniewko, syn rybaka – zbój (odc. 4-5)

### Polski dubbing
- 2004: Magiczna gwiazdka Mikiego: Zasypani w Café Myszka – Sknerus McKwacz
- 2004: Papirus – Petreska (odc. 13-14, 18)
- 2003: Samuraj Jack – Wielki mistrz (odc. 36)
- 2003: Nieustraszeni ratownicy – John McNutty (odc. 33a)
- 2003: Pinokio – Medoro
- 2003: Doktor Melchior Wyderko – Melchior Wyderko
- 2003–2004: Słoń Benjamin – James
- 2002–2003: Café Myszka – Sknerus McKwacz
- 2002: Nowy Scooby Doo −
  - Simon Shakey (odc. 4),
  - Lorne Chumley (odc. 21)
- 2002: Władca Pierścieni – król Théoden
- 2001–2002: W jeżynowym grodzie
- 2000–2001: Produkcje Myszki Miki – Sknerus McKwacz
- 2000: Mickey: Bajkowe święta – Sknerus McKwacz
- 2000: Tweety – wielka podróż
- 2000–2001: Baśniowa kraina braci Grimm –
  - Wilhelm Grimm,
  - ojciec Jasia i Małgosi (odc. 3)
- 2000: Królik Bugs: Rycerski rycerz Bugs (druga wersja dubbingowa)
- 2000: Kocia ferajna w Beverly Hills (druga wersja dubbingowa) – Sid Buckman
- 2000: Niegrzeczni faceci – Tato
- 2000: Niegrzeczni panowie – pan Strang
- 2000: Król sokołów
- 2000: Przygody Kuby Guzika – cesarz Mandali
- 1999–2001: Fraglesy (druga wersja dubbingowa) – właściciel Sprocketa
- 1999: Przygody Misia Paddingtona – doktor Archibald (odc. 1a)
- 1999: Zabić Sekala – Vczelny
- 1999–2000: Fraglesy – właściciel Sprocketa
- 1999–2001: Histeria
- 1999: Timon i Pumba –
  - Narrator (odc. 11b),
  - dostawca pizzy (odc. 12a)
- 1999: Piękna i Bestia. Zaczarowany świat Belli – narrator
- 1999: Przygody Tintina: Kłopoty z profesorem – Dupond
- 1999: Dawno temu w trawie – Modlich
- 1998: Piękna i Bestia. Zaczarowane święta – Siekiera
- 1998: Mulan – jeden z przodków
- 1998: Scooby Doo –
  - wujek Shagworthy (odc. 6),
  - profesor Beaker (odc. 12),
  - Rozlazły Upiór / Buck Bulwa / pan Fuszerniak (odc. 14)
- 1998: Laboratorium Dextera – Einstein z koszmarnego snu Dextera (odc. 8c)
- 1998: Kocia ferajna (druga wersja dubbingowa) – burmistrz
- 1998−1999: Flintstonowie (trzecia wersja dubbingowa) –
  - policjant na posterunku (odc. 3),
  - Jack Ostrobrody, właściciel rodeo (odc. 119),
  - Głaziasty, sąsiad Freda (odc. 125),
  - generał Lucjusz Twardogłowy (odc. 130),
  - Kimy (odc. 135),
  - właściciel cyrku (odc. 145)
- 1998: Wyspa Noego (druga wersja dubbingowa)
- 1998–2003: Opowieści z księgi cnót (pierwsza wersja dubbingowa) –
  - król Dionizos (odc. 7),
  - Dharma (odc. 8),
  - borsuk Chauncey (odc. 14),
  - minister Arnoly (odc. 16),
  - nauczyciel (odc. 19),
  - jeden ze starszych (odc. 23)
- 1998: Eerie, Indiana – Ned
- 1998: Fantastyczna Czwórka –
  - pan Sully (odc. 6)
  - Człowiek Kret (odc. 11)
- 1998: Ostatni rozdział – pan Ruben
- 1997: Herkules – Demetriusz
- 1997–1998: Bodzio – mały helikopter (pierwsza wersja dubbingowa) – Ludwik
- 1997: Zima wśród wierzb – Pilot
- 1997: Przygoda na Alasce – sierżant
- 1996: Opowieść wigilijna Myszki Miki – Ebenezer Scrooge (Sknerus McKwacz)
- 1996: Tintin i świątynia Słońca – Thomson
- 1996: Tintin i jezioro rekinów – Thomson
- 1996–1997: Sylvan – Hrabia
- 1996: Myszka Miki i przyjaciele – Sknerus McKwacz (odc. 26a)
- 1996: Prawdziwe przygody profesora Thompsona – Porotosis
- 1996: Quasimodo – król Ludwik XI
- 1996: Nowe przygody Madeline
- 1995–1998: Aladyn (pierwsza wersja dubbingowa) – Fazahl
- 1995: Widget
- 1995: Cyrkowa pułapka – Kasoni
- 1995: Zwariowane melodie – Al Alabahama (Pojedynek królika i magika)
- 1994–1995: Hrabia Kaczula (pierwsza wersja dubbingowa)
- 1994: Asterix podbija Amerykę – Vitalstatistix (Abrarakurix)
- 1994: Sandokan – lord James
- 1994: Tajemnica trzynastego wagonu
- 1993: Kot w butach – dyrektor teatru Edina (odc. 22)
- 1993: Benjamin Blümchen – kucharz
- 1993–1995: Muminki – Fredrikson (odc. 59, 63 i 68)
- 1992–1994: Super Baloo (pierwsza wersja dubbingowa) – Kosarz Ścinalski
- 1992: Jezus (pierwsza wersja dubbingowa) –
  - Bartłomiej Apostoł,
  - Legion,
  - Herod Antypas,
  - sługa Annasza,
  - rzymski dostojnik,
  - jeden z sanhedryńskich strażników,
  - jeden z rzymskich żołnierzy
- 1991: Kacze opowieści. Poszukiwacze zaginionej lampy – Sknerus McKwacz
- 1991: Chip i Dale: Brygada RR – pan Dumpty (odc. 2)
- 1991–1993: Kacze opowieści (pierwsza wersja dubbingowa) –
  - Sknerus McKwacz,
  - Cliver McKwacz (odc. 24),
  - Silas McKwacz (odc. 52),
  - druid, który chciał przepędzić Silasa McKwacza (odc. 52),
  - średniowieczny mag (odc. 70)
- 1989: Tylko Manhattan – Maple
- 1988: Zaproszenie na gwiazdkę – właściciel Sprocketa
- 1988: Garaż − Fietisow
- 1987: Ostatnie dni Pompei – Diomedes
- 1985–1989: Fraglesy (pierwsza wersja dubbingowa) – właściciel Sprocketa
- 1985: Mali mieszkańcy wielkich gór – Forrester
- 1983: Hotel Polanów i jego goście – doktor Silberstein
- 1981: Pustelnia parmeńska – generał Fontana
- 1980: Pies, który śpiewał – kapitan Doane
- 1979-1982: Pszczółka Maja –
  - jeden z żuków grabarzy (odc. 23-24),
  - wybawiciel Aleksandra #2 (odc. 63)
- 1979: Ja, Klaudiusz − Lentulus (odc. 9)
- 1976–1983: Brygady Tygrysa
- 1971: Walka o Rzym – Narses